# 27 Euterpe
För andra betydelser, se Euterpe (olika betydelser).
27 Euterpe eller 1945 KB är en asteroid upptäckt 8 november 1853 av den brittiske astronomen John Russell Hind i London. Asteroiden har fått sitt namn efter Euterpe, en musa inom grekisk mytologi.
Den tillhör och har givit namn åt asteroidgruppen Euterpe.